# Campeonato Mundial de Lacrosse Femenino
La Copa Mundial de Lacrosse femenino la organiza World Lacrosse y se lleva a cabo cada cuatro años. Como este deporte no es olímpico, es el torneo más importante de selecciones y está por encima del campeonato en los Juegos Mundiales.

## Historia
En sus inicios era sancionado por la Federación Internacional de Lacrosse Femenil (International Federation of Women's Lacrosse). A partir de Praga 2009 el campeonato pasó a organizarse por la World Lacrosse (WL), órgano creado a partir de la fusión de los entes rectores del lacrosse varonil (International Lacrosse Federation) y femenil (IFWL) en 2008.

### Años 1980
En Nottingham 1982 el seleccionado estadounidense se consagró campeón del Mundo.
En Filadelfia 1986 las Lacrosseroos lideradas por Wendy Piltz y Jenny Williams, venció en la final a las estadounidenses y se consagraron campeonas del Mundo.
En Perth 1989 las Águilas vencieron a las inglesas por un punto y consiguieron su segundo triunfo. Esta fue la ocasión en la que Inglaterra estuvo más cerca de consagrarse campeona.

### Años 1990
En Tokio 1997 fue la primera vez que el torneo se desarrolló fuera de las naciones dominantes. Estados Unidos ganó en tiempo extra contra Australia.

### Años 2000
En Annapolis 2005 las Lacrosseroos encabezadas por Jen Adams y Hannah Nielsen, sorprendieron derrotando a las locales y obtuvieron su segundo título mundial.

### Años 2010
La edición más reciente de este campeonato fue Guildford 2017 donde las estadounidenses obtuvieron su octavo título.

## Campeonatos
El torneo nunca se realizó en Amazonia y solo dos veces fuera de América o Europa.
| Campeonatos Mundiales de Lacrosse Femenino | Campeonatos Mundiales de Lacrosse Femenino | Campeonatos Mundiales de Lacrosse Femenino | Campeonatos Mundiales de Lacrosse Femenino | Campeonatos Mundiales de Lacrosse Femenino | Campeonatos Mundiales de Lacrosse Femenino |
| Año                                        | Sede                                       | Campeón                                    | Subcampeón                                 | Resultado                                  |                                            |
| ------------------------------------------ | ------------------------------------------ | ------------------------------------------ | ------------------------------------------ | ------------------------------------------ | ------------------------------------------ |
| 1982                                       | Nottingham, Inglaterra                     | Estados Unidos                             | Australia                                  | 10–7 (TE)                                  |                                            |
| 1986                                       | Filadelfia, Estados Unidos                 | Australia                                  | Estados Unidos                             | 10–7                                       |                                            |
| 1989                                       | Perth, Australia                           | Estados Unidos                             | Inglaterra                                 | 6–5 (TE)                                   |                                            |
| 1993                                       | Edimburgo, Escocia                         | Estados Unidos                             | Inglaterra                                 | 4–1                                        |                                            |
| 1997                                       | Tokio, Japón                               | Estados Unidos                             | Australia                                  | 3–2 (TE)                                   |                                            |
| 2001                                       | High Wycombe, Inglaterra                   | Estados Unidos                             | Australia                                  | 14–8                                       |                                            |
| 2005                                       | Annapolis, Estados Unidos                  | Australia                                  | Estados Unidos                             | 14–7                                       |                                            |
| 2009                                       | Praga, República Checa                     | Estados Unidos                             | Australia                                  | 8–7                                        |                                            |
| 2013                                       | Oshawa, Canadá                             | Estados Unidos                             | Canadá                                     | 19–5                                       |                                            |
| 2017                                       | Guildford, Inglaterra                      | Estados Unidos                             | Canadá                                     | 10–5                                       |                                            |
| 2022                                       | Towson, Estados Unidos                     | Estados Unidos                             | Canadá                                     | 11–8                                       |                                            |

## Resultados por país
| Team            | 1982 (6) | 1986 (6) | 1989 (6) | 1993 (8) | 1997 (7) | 2001 (8) | 2005 (10) | 2009 (16) | 2013 (19) | 2017 (25) |
| --------------- | -------- | -------- | -------- | -------- | -------- | -------- | --------- | --------- | --------- | --------- |
| Alemania        |          |          |          |          |          | 8        | 9         | 10        | 12        | 14        |
| Australia       | 2        | 1        | 3        | 3        | 2        | 2nd      | 1         | 2         | 3         | 4         |
| Austria         |          |          |          |          |          |          |           | 14        | 13        |           |
| Bélgica         |          |          |          |          |          |          |           |           |           | 25        |
| Canadá          | 3        | 4        | 4        | 4        | 5        | 4        | 4         | 3         | 2         | 2         |
| China           |          |          |          |          |          |          |           |           |           | 22        |
| Colombia        |          |          |          |          |          |          |           |           |           | 24        |
| Corea del Sur   |          |          |          |          |          |          |           | 16        | 15        | 15        |
| Dinamarca       |          |          |          |          |          |          |           | 15        |           |           |
| Escocia         | 4        | 3        | 5        | 5        | 6        | 6        | 7         | 8         | 6         | 5         |
| España          |          |          |          |          |          |          |           |           |           | 23        |
| Estados Unidos  | 1        | 2        | 1        | 1        | 1        | 1        | 2         | 1         | 1         | 1         |
| Finlandia       |          |          |          |          |          |          |           |           | 16        |           |
| Gales           | 6        | 6        | 6        | 6        | 4        | 5        | 6         | 6         | 5         | 7         |
| Haudenosaunee   |          |          |          |          |          |          |           | 11        | 7         | 12        |
| Hong Kong       |          |          |          |          |          |          |           |           | 18        | 18        |
| Inglaterra      | 5        | 5        | 2        | 2        | 3        | 3        | 3         | 4         | 4         | 3         |
| Irlanda         |          |          |          |          |          |          |           | 5         | 10        | 13        |
| Israel          |          |          |          |          |          |          |           |           | 8         | 6         |
| Italia          |          |          |          |          |          |          |           |           |           | 11        |
| Japón           |          |          |          | 7        | 7        | 7        | 5         | 7         | 9         | 9         |
| Letonia         |          |          |          |          |          |          |           |           | 17        | 17        |
| México          |          |          |          |          |          |          |           |           |           | 20        |
| Nueva Zelanda   |          |          |          |          |          |          | 10        | 12        | 11        | 8         |
| Países Bajos    |          |          |          |          |          |          |           | 13        | 14        | 16        |
| República Checa |          |          |          | 8        |          |          | 8         | 9         |           | 10        |
| Suecia          |          |          |          |          |          |          |           |           | 19        | 21        |
| Suiza           |          |          |          |          |          |          |           |           |           | 19        |

### Medallero
| Núm. | País           | Oro | Plata | Bronce | Total |
| ---- | -------------- | --- | ----- | ------ | ----- |
| 1    | Estados Unidos | 9   | 2     | 0      | 11    |
| 2    | Australia      | 2   | 4     | 3      | 9     |
| 3    | Inglaterra     | 0   | 2     | 4      | 6     |
| 4    | Canadá         | 0   | 3     | 2      | 5     |
| 5    | Escocia        | 0   | 0     | 1      | 1     |